# هارن (شمال برابنت)
هارن Haaren  بلدية وبلدة بمقاطعة شمال برابنت، جنوبي هولندا.

## طوبوغرافيا
خريطة طوبوغرافية هولندية لبلدية هارن، يونيو 2015، (تقرأ بعد ثلاث نقرات على الخريطة).